# Antec
Antec, Inc. est un constructeur de composants et accessoires informatiques sur le marché de l’assemblage, aussi appelé DIY (Do it yourself). Il propose aussi une ligne d’accessoires comme des ventilateurs LED.
Antec est situé à Fremont (Californie) et possède des bureaux à Rotterdam, en Allemagne, en Chine et à Taïwan.